# Bajaus
O exônimo Bajau (/ˈbɑːdʒaʊ,_ˈbæʔ/, também escrito Badjao, Bajaw, Badjau, Badjaw, Bajo ou Bayao) refere-se a vários grupos étnicos austronésios do Sudeste Asiático Marítimo. O nome refere-se coletivamente a pessoas que geralmente se chamam coletivamente como Sama (formalmente A'a Sama, "povo Sama");  Eles geralmente vivem um estilo de vida marítimo, a base da pesca e caça submarinas, habitam barcos ou palafitas e são dotados de grande capacidade de mergulho, o que os fez conhecidos como "ciganos do mar" ou "nômades do mar".
Distribuem-se pelos países do sudeste asiático, sendo aproximadamente 470 000 nas Filipinas, 437 000 na Malásia, 175 000 na Indonésia e 12 000 no Brunei.

## Capacidade de Mergulho
Durante mais de mil anos, a tribo Bajau, natural da Indonésia, viajou pelos mares do sudeste asiático, sobrevivendo através da pesca em mergulho livre, auxiliados com lanças e óculos feitos com madeira. Estes mergulhadores desenvolveram a capacidade de permanecer longos períodos de tempo submersos, até 13 minutos, atingindo até 60 metros de profundidade.

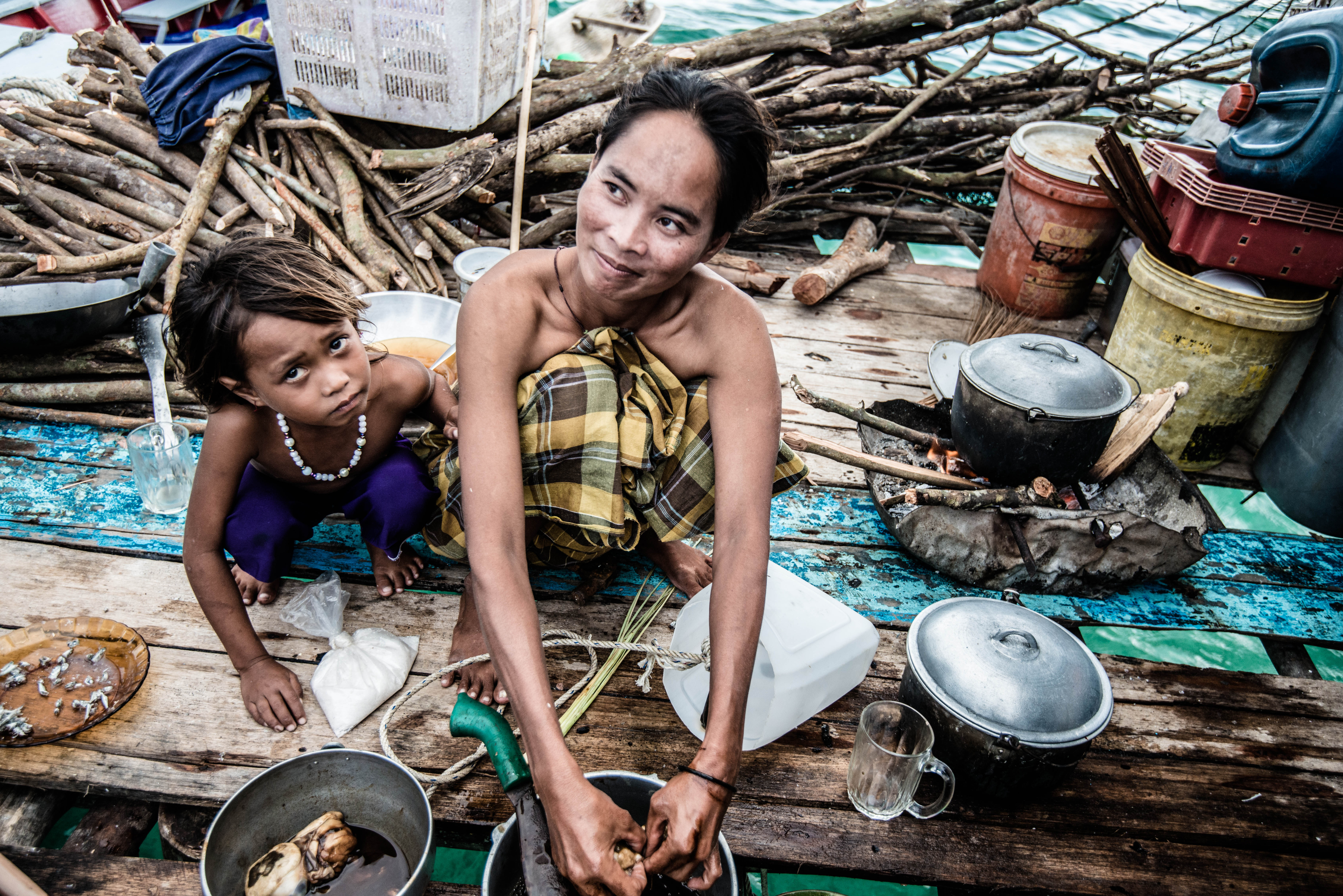
Mulher e criança bajaus na Malásia (2013)

As suas capacidades naturais para viverem de forma exclusiva daquilo que o mar tem valeu-lhes a alcunha de "nômades do mar". Um estudo revelou que as suas capacidades de mergulho se devem ao desenvolvimento do baço, que lhes permite utilizar o oxigênio de forma mais eficiente.
Os Bajau têm um gene chamado PDE10A que lhes dá a capacidade de aumentar os níveis de hormônio da tiroide, desenvolvendo, assim, o tamanho do baço.

## Localização
Os Sama-Bajau são o grupo étnico dominante das ilhas de Tawi-Tawi nas Filipinas . Eles também são encontrados em outras ilhas do Arquipélago de Sulu, áreas costeiras de Mindanau, norte e leste de Bornéu, Celebes e em todas as ilhas do leste da Indonésia. Nas Filipinas, eles são agrupados com o povo Moro religiosamente semelhante. Nos últimos cinquenta anos, muitos dos filipinos Sama-Bajau migraram para a vizinha Sabah e as ilhas do norte das Filipinas, devido ao conflito em Mindanao. A partir de 2010, eles eram o segundo maior grupo étnico em Sabah.

## Artes

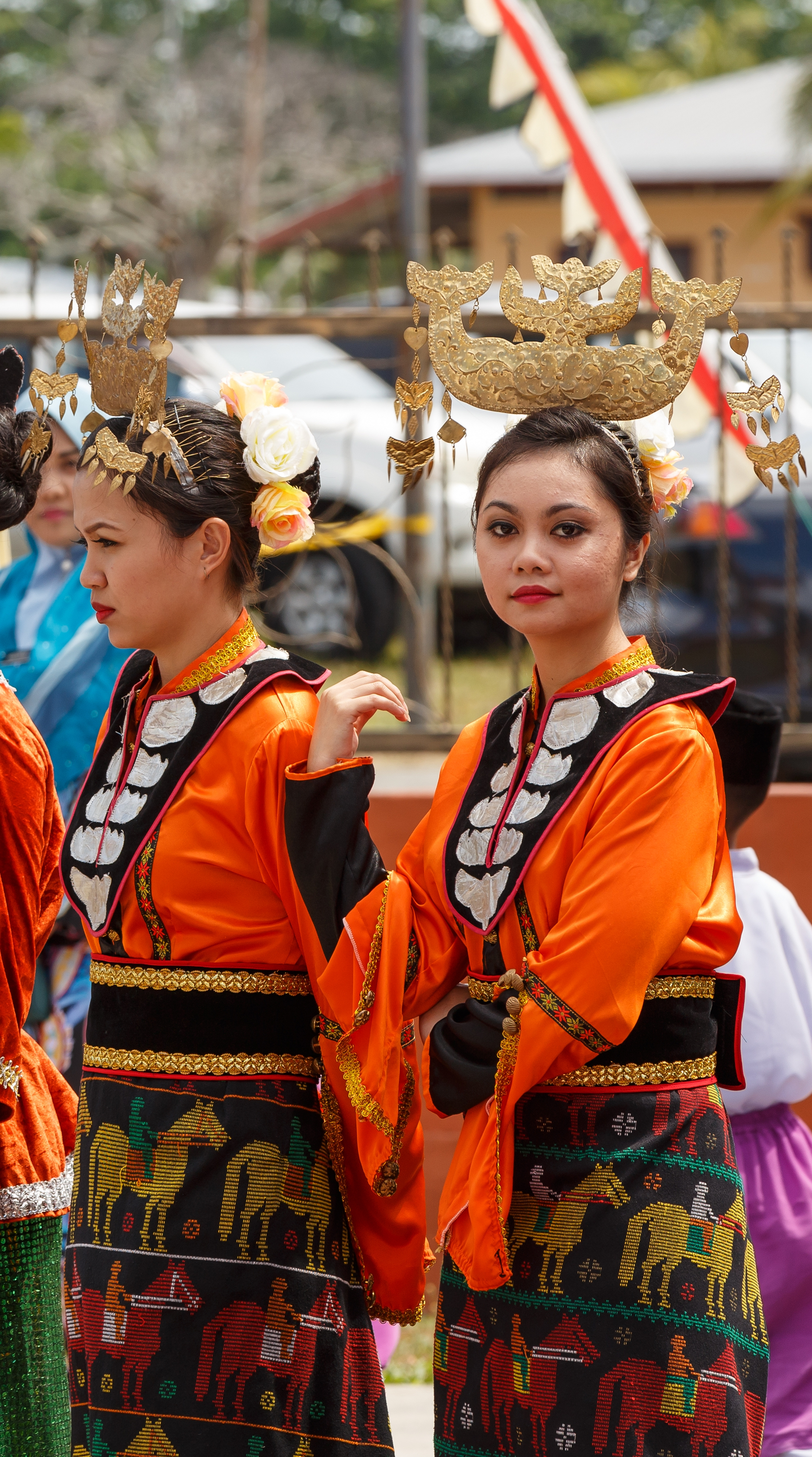
Mulheres bajaus em trajes típicos (2015)

As canções tradicionais Sama-Bajau são transmitidas oralmente através de gerações. As canções são geralmente cantadas durante as celebrações de casamento (kanduli pagkawin), acompanhadas de dança e instrumentos musicais como flautas, xilofones, kulintangs, violinos e teclados.

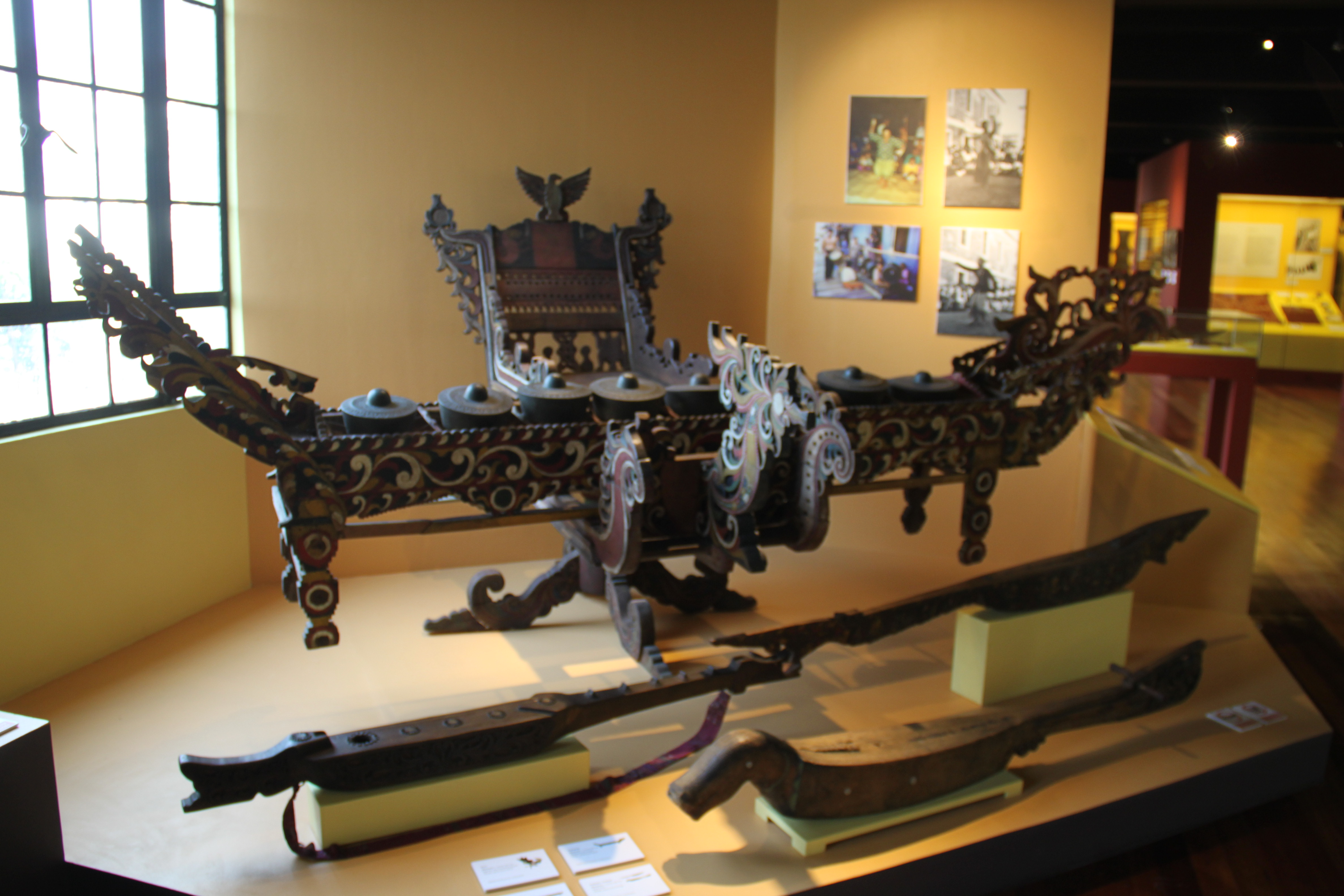
Um kulintang entalhado com a técnica okil

Nas artes visuais, os Sama-Bajau têm uma antiga tradição de escultura e escultura conhecida como okil. Estes eram usados para decorar casas flutuantes e objetos rituais animistas. Eles foram usados com mais destaque para os túmulos Sama que são encontrados nos antigos cemitérios tradicionais do povo Sama em algumas ilhas (geralmente desabitadas) de Sulu e Tawi-Tawi (que incluem alguns dos exemplos mais antigos de okil, esculpidos em coral e calcário). Marcadores de túmulos esculpidos em madeira ficaram comuns mais tarde, geralmente feitos ou esculpidos no barco pertencente ao falecido. Estes são geralmente esculpidos em figuras humanas que representam o falecido. Essas sepulturas são frequentemente decoradas com bandeirinhas e oferendas de comida, refletindo as antigas tradições de culto aos ancestrais dos Sama.

## Moradia em barcos

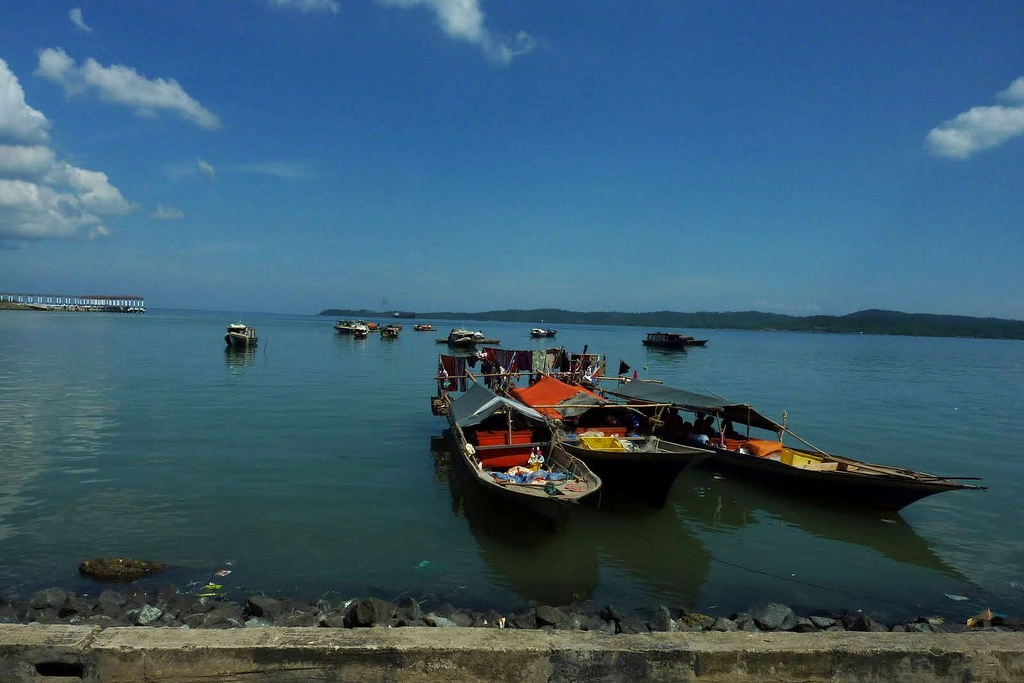
Uma flotilha bajau (2010)

Alguns bajaus ainda vivem tradicionalmente, em casas flutuantes que geralmente acomodam uma única família nuclear (geralmente cinco pessoas). As casas-barco viajam juntas em flotilhas com outras casas-barco de parentes próximos e cooperam durante as expedições de pesca e em cerimônias. Um casal pode optar por navegar com os parentes do marido ou da esposa. Eles ancoram em pontos de amarração comuns (chamados sambuangan) com outras flotilhas (geralmente também pertencentes a parentes estendidos) em determinadas épocas do ano.

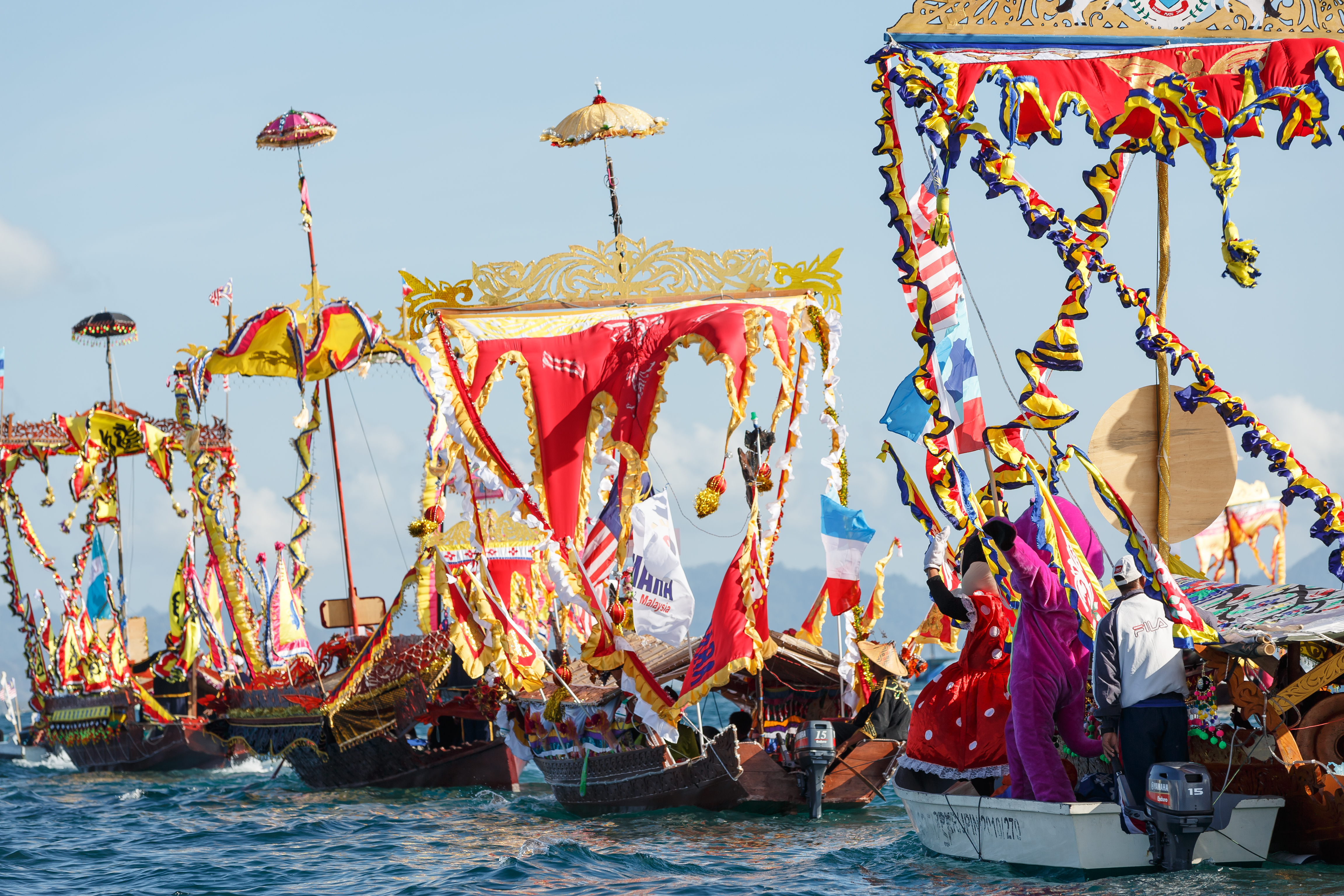
Barcos casa adornados para festival (2015)

Esses pontos de amarração são geralmente presididos por um ancião. Os pontos de atracação estão próximos a fontes de água ou locais culturalmente significativos, como cemitérios insulares. Há encontros periódicos de clãs bajaus geralmente para várias cerimônias como casamentos ou festivais. Geralmente não navegam mais de 40 km (24.85 mi) de seu ancoradouro "casa". Periodicamente, eles trocam mercadorias com as comunidades baseadas em terra de outros bajaus e outros grupos étnicos. Também cruzam rotineiramente as fronteiras das Filipinas, Malásia e Indonésia para pescar, fazer comércio ou visitar parentes.
As mulheres Sama-Bajau também usam um pó protetor solar tradicional chamado borak, feito de algas, arroz e especiarias.